# (264) Libussa
(264) Libussa és un asteroide que forma part del cinturó d'asteroides i va ser descobert per Christian Heinrich Friedrich Peters el 22 de desembre de 1886 des de l'observatori Litchfield de Clinton, Estats Units.
Està nomenat així per la llegendària princesa txeca Libussa, fundadora de Praga.

## Característiques orbitals
Libussa està situat a una distància mitjana del Sol de 2,798 ua, podent apropar-se fins a 2,416 ua. La seva inclinació orbital és 10,42° i l'excentricitat 0,1365. Triga 1709 dies a completar una òrbita al voltant del Sol.